# Guatteria villosissima
Guatteria villosissima este o specie de plante angiosperme din genul Guatteria, familia Annonaceae, descrisă de A. St.-hil.. Conține o singură subspecie: G. v. longepedunculata.